# Gorazd Bertoncelj
Gorazd Bertoncelj, slovenski trener smučarskih skokov, * 1976.
Bertoncelj je leta 2005 diplomiral na Fakulteti za šport v Ljubljani z delom »Osnove metodike razvoja specialne koordinacije smučarjev skakalcev«. Sedem let je bil trener slovenske mladinske reprezentance v smučarskih skokih, ko so pod njegovim vodstvom trenirali tudi Domen Prevc, Žiga Jelar, Tilen Bartol in Timi Zajc. 27. marca 2018 ga je zbor za skoke in nordijsko kombinacijo pri Smučarski zvezi Slovenije izbral za glavnega trenerja članske reprezentance, kjer je zamenjal Gorana Janusa. Decembra 2020 je zaradi slabih rezultatov slovenskih skakalcev na svetovnem prvenstvu v Planici in resnih groženj odstopil kot glavni trener. Njegov položaj je prevzel Robert Hrgota.